# Hauptstraße 9 (Frickenhausen am Main)

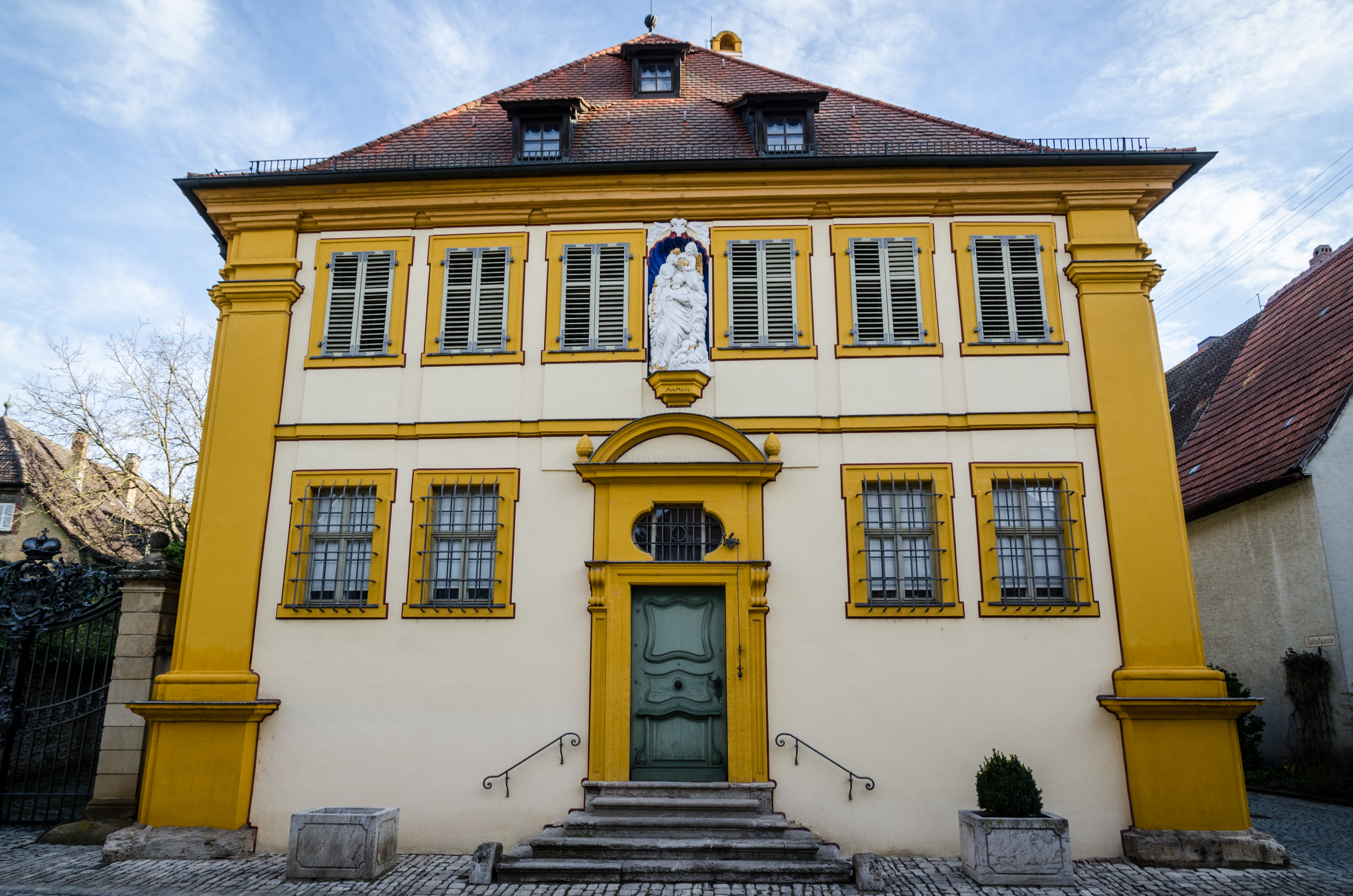
Gebäude Hauptstraße 9 in Frickenhausen am Main

Das Gebäude Hauptstraße 9 in Frickenhausen am Main, einer Marktgemeinde im unterfränkischen Landkreis Würzburg in Bayern, wurde im frühen 18. Jahrhundert errichtet. Das Wohnhaus an der Ecke zur Spitalgasse ist ein geschütztes Baudenkmal.
Der zweigeschossige Walmdachbau mit reicher Barockfassade hat sechs Achsen und Eckpilaster an der Schauseite. Das mittig liegende Portal erreicht man über eine sechsstufige Freitreppe. Es hat eine Steinrahmung und ein Oberlicht, darüber ist ein Bogen, der von zwei Pinienzapfen flankiert wird. Die Holztür ist mit geschnitzten Rahmen in drei Felder unterteilt.
Darüber steht in einer Muschelnische Maria mit einem Szepter in der rechten Hand, die von einem Engel gekrönt wird.  